# Theresa Tetteh
Theresa Tetteh (* 1. Oktober 1986) ist eine ghanaische Badmintonspielerin. 

## Karriere
Theresa Tetteh startete 2002 und 2010 bei den Commonwealth Games. 2002 war sie im Mixed, Doppel und im Einzel am Start, 2010 im Mixed und im Einzel. Sie schied dabei jedes Mal in der Vorrunde der Wettkämpfe aus.

## Sportliche Erfolge
| Saison | Veranstaltung           | Disziplin | Platz | Partner             |
| ------ | ----------------------- | --------- | ----- | ------------------- |
| 2002   | Commonwealth Games 2002 | WS        | 33    |                     |
| 2010   | Commonwealth Games 2010 | WS        | 33    |                     |
| 2010   | Commonwealth Games 2010 | XD        | 33    | Daniel Nii Aryeetey |